# Koch Entertainment
Koch Entertainment fue una compañía discográfica y distribuidora multimedia con sede en Nueva York y Nashville, opero desde 1975 hasta su adquisición en 2007 por Entertainment One.
Koch Records es la mayor compañía discográfica independiente de Estados Unidos. Un gran número de artistas firmaron antiguamente por el sello, como Purple City, Snoop Dogg, Tha Alkaholiks, Scarface, Talib Kweli, Sheek Louch, Too Short, Keith Murray, Blue Davinci, Domination, AZ, Kurupt, Ringo Starr, Boyz II Men, B.G.,  Opeth y KRS-One. Koch Records también firmó a algunos concursantes de American Idol (lo que aquí es Operación Triunfo), como William Hung y la banda de Constantine Maroulis, Pray For The Soul Of Betty.
Algunos de los artistas del mundo del hip hop más destacados actualmente en la compañía son: B.G. (alias B. Gizzle), The Alchemist, Talib Kweli, Royce Da 5'9", Afu Ra, Dead Prez, Scarface (The Product es el trabajo con Koch), Jim Jones, Tha Alkaholiks y mixtapes y remixes de Master P.
La sucursal de Koch Records en Nashville es conocida como Koch Nashville.
Otras sucursales de la compañía son Koch Publishing, Koch Video y Koch Distribution.
Durante el primer semestre de 2008 insistentes rumores anunciaban su posible compra por la discográfica EMI. Se espereba que su concretase una oferta de compra a principios de octubre de ese mismo año.